# Herbert Schröder-Stranz
Herbert Schröder-Stranz (eigentlich Herbert Schröder; * 9. Juni 1884 in Stranz; † 15. August 1912 auf Nordostland (verschollen)) war ein deutscher Offizier und Polarforscher.

## Leben
Herbert Schröder wurde auf dem Rittergut seiner Eltern geboren. Später hängte er die Ortsbezeichnung an seinen Nachnamen an, um sich von den vielen namensgleichen Personen zu unterscheiden.
Im Alter von 19 Jahren trat er als Freiwilliger in das 4. Garde-Regiment zu Fuß der Preußischen Armee ein und wurde ein Jahr später als Leutnant zur Schutztruppe für Deutsch-Südwestafrika versetzt. Dort nahm an der Niederschlagung des Aufstandes der Herero und Nama in der deutschen Kolonie teil. Aufgrund von Erkrankungen an Typhus und Ruhr beendete er seinen Dienst in Afrika. Nach seiner Genesung bereiste er die russische Halbinsel Kola und Karelien.

## Deutsche Arktische Expedition
1905 keimte bei Schröder-Stranz die Idee auf, mit Hilfe einer wissenschaftlichen Expedition zu klären, ob sich die Nordostpassage für den Schiffsverkehr nutzen ließe. Nach mehreren Jahren unklarer Finanzierung konnte mit Herzog Ernst von Sachsen-Altenburg ein Mäzen gefunden werden. Zunächst sollte 1912 im Rahmen einer Vorexpedition nach Spitzbergen die Tauglichkeit der Ausrüstung und der Mannschaft überprüft werden. Geplant war, die eigentliche Expedition dann ein Jahr später durchzuführen; zu der es jedoch nicht mehr kommen sollte.

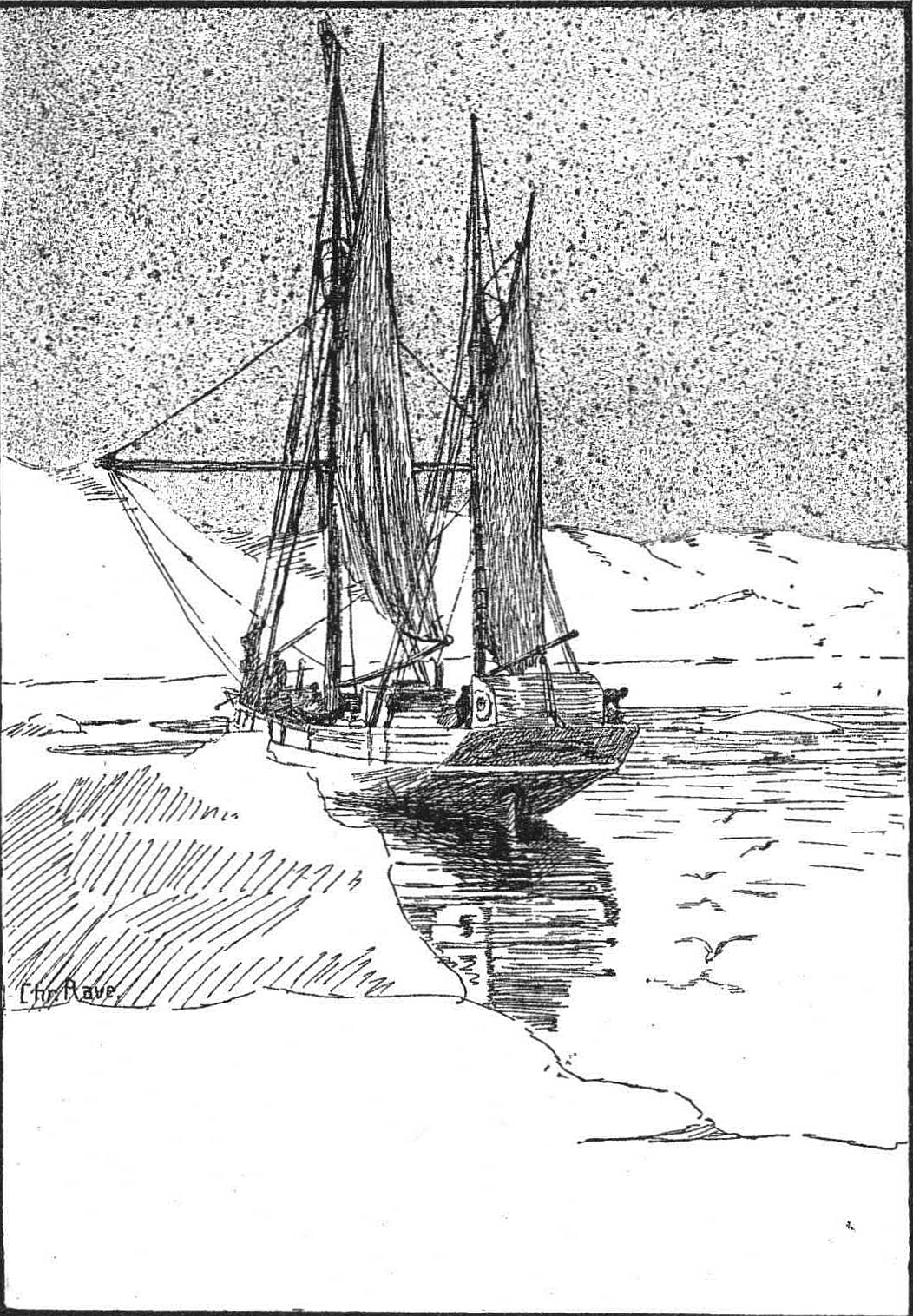
Zeichnung der Herzog Ernst

Am 5. August 1912 stach die Vorexpedition mit 15 Teilnehmern unter der Führung von Schröder-Stranz an Bord der Herzog Ernst in Tromsø in See. Die Gruppe bestand vorwiegend aus unerfahrenen Wissenschaftlern und Abenteurern, auch Kapitän Alfred Ritscher war zum ersten Mal in der Arktis unterwegs; nur die als Mannschaft angeheuerten Norweger kannten das Gebiet. Kurz vor der Abfahrt war noch der als Schiffsarzt vorgesehene Ludwig Kohl-Larsen abgesprungen, da ihm das Abenteuer als zu gewagt erschien. Nachdem zwischen Nordkap und Kap Platen die Weiterfahrt durch Packeis unmöglich geworden war, verließ Schröder-Stranz zusammen mit drei Begleitern am 15. August das Schiff, um mit Zug-Schlitten das Inlandeis von Nordostland zu durchqueren. Sein Plan war es, spätestens am 15. Dezember in der Krossbai an der Westküste Spitzbergens wieder an Bord zu kommen. Schröder-Stranz und seine Begleiter sind seitdem verschollen.
Sechs Tage nach dem Absetzen von Schröder-Stranz und seinen Begleitern erreichte das Schiff Herzog Ernst am 21. August die Sorgebai (auch Treurenberg-Bai), wo sie in den dortigen Schutzhütten Vorräte für Schröder-Stranz hinterlassen sollte. Aufgrund ungünstiger Winde und Packeis konnte sie die Bucht nicht mehr verlassen und wurden vom Eis eingeschlossen. Den Versuch, zu Fuß zur Adventbai zu gelangen, um eine Überwinterung in der Polarnacht Spitzbergens zu vermeiden, bezahlten vier Teilnehmer mit ihrem Leben. Während der Rest der Mannschaft zur Sorgebai umkehrte, erreichte einzig Kapitän Ritscher nach einem Alleinmarsch am 27. Dezember 1912 mit Erfrierungen die 250 km entfernte Siedlung Longyearbyen.
Mehrere Rettungsexpeditionen wurden nach der restlichen Mannschaft der Herzog Ernst im darauffolgenden Frühjahr ausgesandt, unter anderem von Kurt Wegener (Start am 21. Februar 1913), dem Norweger Arve Staxrud ab 12. April 1913 und eine unter Theodor Lerner. Staxrud erreichte am 24. April über den Landweg die Sorgebai und rettete die Mannschaft mit Hundeschlitten.

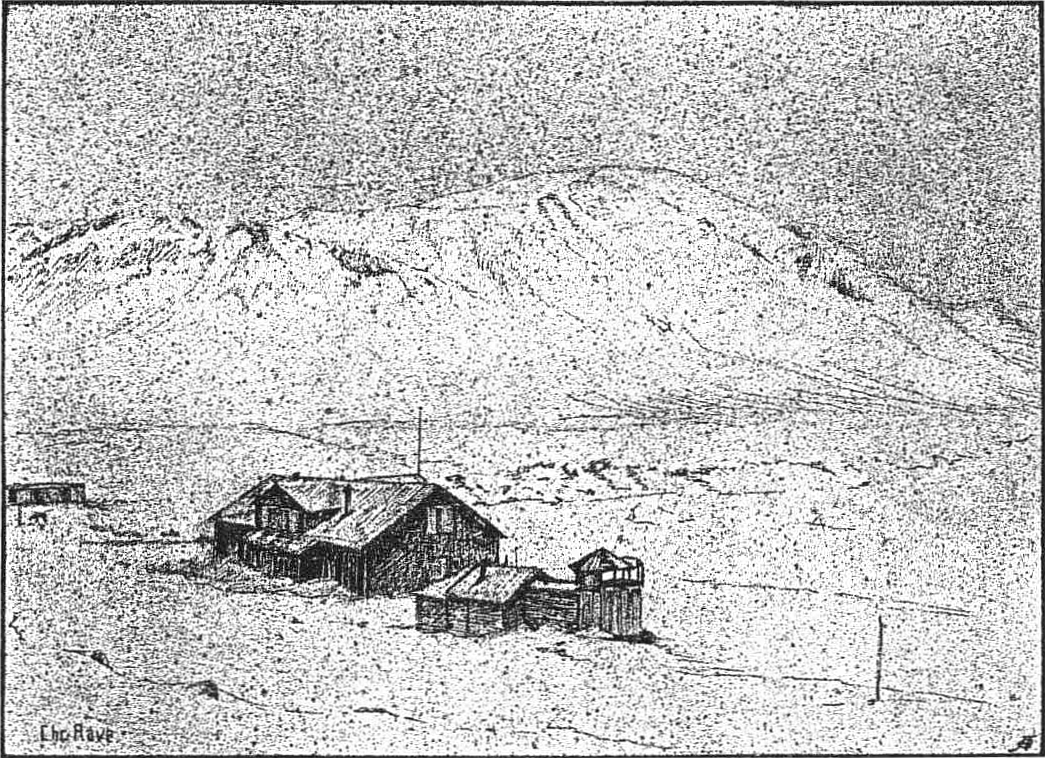
Treurenberg Bay (Spitzbergen)

Lerner machte sich, nachdem er von der Rettung durch Staxrud erfahren hatte, weiter auf die Suche nach Schröder-Stranz. Jedoch stand auch seine Expedition unter keinem guten Stern. Im Mai 1913 wurde sein Schiff am Nordkap Nordostlands vom Eis eingeschlossen. Lerner und seine Begleiter unternahmen daraufhin auf Skiern und mit Hundeschlitten ausgedehnte Wanderungen in die Umgebung, ohne jedoch eine Spur von Schröder-Stranz zu entdecken. Am 26. Juni wurde das Schiff schließlich von Eismassen erdrückt und sank kurz darauf. Der Mannschaft gelang es jedoch weite Teile der Ausrüstung zu retten. Am 25. Juli 1913 schaffte es die Mannschaft mit Booten zur Sorgebai überzusetzen, wo sich immer noch die Herzog Ernst befand. Mit dem mittlerweile wieder manövrierfähigen Schiff konnten sich die Expeditionsteilnehmer retten.
Im Sommer 1937 fanden Robbenjäger im Duvefjord Überreste von Wärmegamaschen, Kanuteilen und Munition. Das in ein Holzstück eingeritzte Kürzel „DAE“ („Deutsche Arktische Expedition“) identifizierte die Fundstücke als zur Expedition Schröder-Stranz gehörig. Die Stelle konnte später bei 80° 14' 3'' N/23° 44' 33'' O lokalisiert werden und gilt als wahrscheinlicher Landeplatz von Schröder-Stranz nach seinem Weg über das Packeis. Im Jahr 1945 stießen deutsche Soldaten, im Rahmen des Unternehmen Haudegen auf Spitzbergen, ungefähr 8 km von diesem Ort entfernt auf Teller aus Aluminium, die ebenfalls der Expeditionsausrüstung von Schröder-Stranz zugeordnet werden konnten. 2007 konnten am Landeplatz weitere Gegenstände gefunden werden, darunter Überreste eines Schlafsacks und Teile eines meteorologischen Geräts. Kriminologische Untersuchungen der Fundsachen und die Umstände des Fundorts legen nahe, dass die im arktischen Klima überlebensnotwendigen Gegenstände absichtlich zurückgelassen wurden, wahrscheinlich zu einem Zeitpunkt, als bereits mindestens einer der Expeditionsteilnehmer ums Leben gekommen war. Ungewöhnlich ist allerdings, dass keinerlei schriftliche Nachricht hinterlassen wurde, wie es sonst bei Polarexpeditionen in diesem Fall üblich ist. Die Überlebenden versuchten vermutlich, wie geplant zu Fuß Richtung Westen über den Inlandgletscher zur Hinlopenstraße zu gelangen. Sollten die Expeditionsteilnehmer diesen äußerst strapaziösen Fußmarsch hinter sich gebracht haben, so sind sie spätestens beim Versuch, diese mit einem kleinen Kajak zu überqueren, ertrunken. Was Schröder-Stranz außerdem zur damaligen Zeit noch nicht wusste ist, dass eine Überquerung der Hinlopenstraße im Herbst bei Packeis und dort herrschenden starken Strömungen mit einem kleinen Boot praktisch unmöglich ist.
Die Gründe für das Desaster sind vielfältig. Schröder-Stranz und seine Begleiter besaßen kaum Erfahrung in der Arktis und hatten wenig Kenntnis über das Gebiet. Zudem war der Startzeitpunkt im August für eine Arktisexpedition viel zu spät gewählt. Die geplante Rückkehr der Herzog Ernst nach Tromsø mitten im tiefsten arktischen Winter war unmöglich und von vorneherein zum Scheitern verurteilt. Auch die Entscheidung der Gruppe um Kapitän Ritscher, die Herzog Ernst zu verlassen und Ende September, bei hereinbrechender Polarnacht und Temperaturen unter −30 °C zu einem 300 km langen Marsch aufzubrechen, war ein lebensgefährliches Unterfangen.
Nach dem Fehlschlag der DAE forderten Wissenschaftler daher, zukünftig die Planung staatlicher Expeditionen zu verbessern und durch Gutachter prüfen zu lassen. 1920 wurde die Notgemeinschaft der deutschen Wissenschaft gegründet, aus der sich später die Deutsche Forschungsgemeinschaft entwickelte.
Von der Rettungsexpedition unter Theodor Lerner existieren Filmaufnahmen des späteren Riefenstahl-Kameramanns Sepp Allgeier. Inzwischen sind auch Fragmente der Filmaufnahmen in Russland wieder aufgetaucht, die Christopher Rave während der Schröder-Stranz-Expedition machte.
Ein Nachlass der Deutschen Arktischen Expedition befindet sich im Archiv für Geographie des Leibniz-Instituts für Länderkunde in Leipzig.

## Literarische Verarbeitung
Herbert Schröder-Strunz ist (unter diesem Namen) die männliche Hauptfigur in dem von Bernhard Schlink 2018 veröffentlichten Roman "Olga" (Diogenes, Zürich 2018). Schröders Aufenthalt in Deutsch-Südwestafrika sowie seine Reisen, insbesondere die misslungene Nordostland-Expedition, sind wesentliche Bestandteile dieses erzählerischen Werks.

## Werke
- Süd-West: Kriegs- und Jagdfahrten, Süsseroth, Berlin 1910